# Ágúst Guðmundsson (Regisseur)

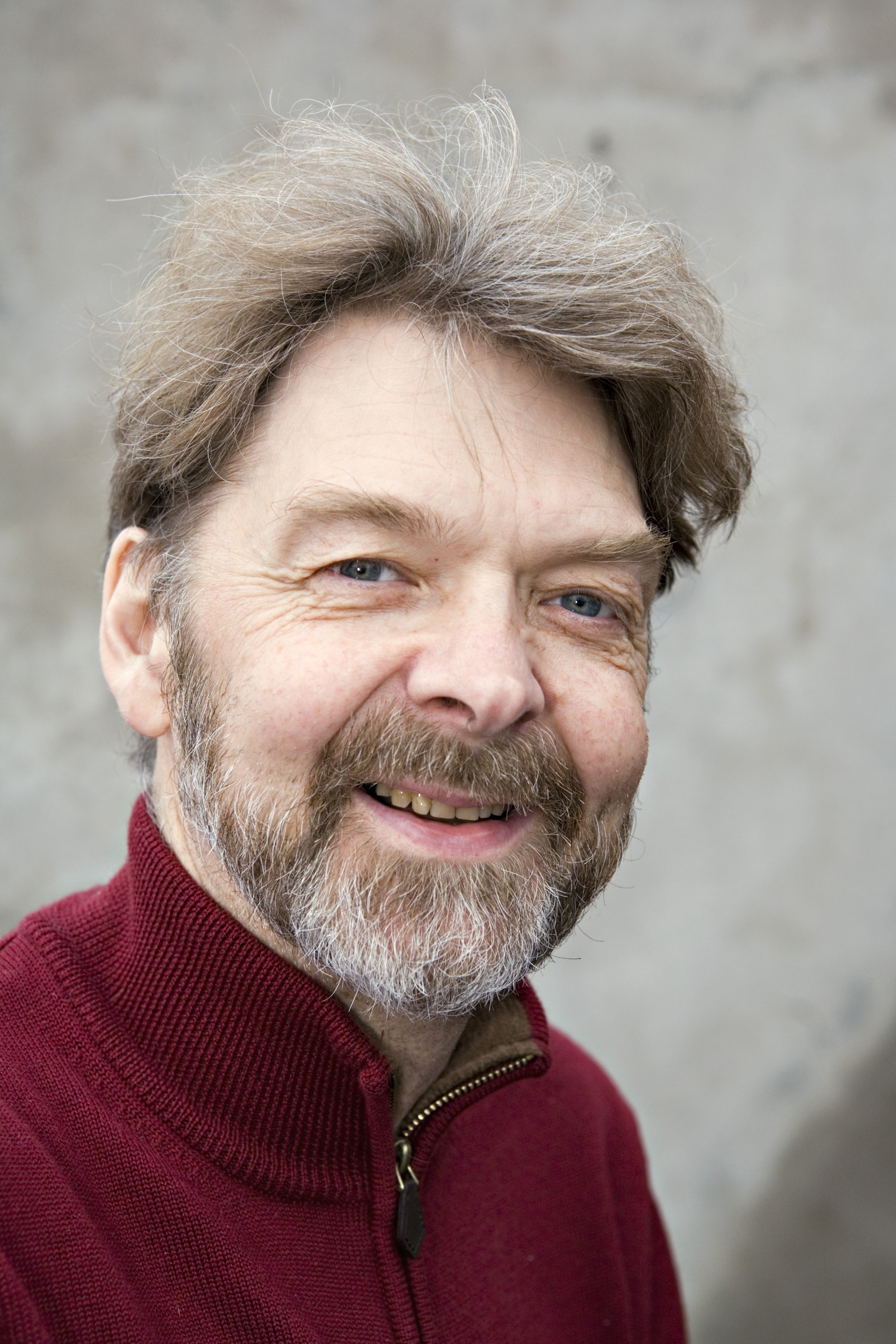
Ágúst Guðmundsson

Ágúst Guðmundsson (* 29. Juni 1947 in Reykjavík) ist ein isländischer Filmregisseur, Produzent und Drehbuchautor. Mit seinem Debütfilm Land und Söhne (Land og synir) markierte er 1980 den internationalen Durchbruch des Isländischen Films.

## Biografie
Ágúst studierte in der isländischen Hauptstadt Reykjavík Französisch und Isländisch. Er machte eine Ausbildung zum Schauspieler und studierte an der National Film School in London Regie. In Island arbeitete er für das Fernsehen.
1980 erschien sein Spielfilmdebüt Land und Söhne (Land og synir); für die isländische Filmlandschaft eine Initialzündung. Auch sein zweiter Film Die Gisli Saga (Útlaginn) aus dem Jahr 1981 war international erfolgreich. 1985 erhielt Ágúst für seine politische Satire Goldsand (Gullsandur) die Lübecker Filmlinse. Sein Film Der Tanz (Dansinn, 1998) wurde beim Moskauer Filmfestival mit dem Regiepreis ausgezeichnet. Erfolgreich war auch Möwengelächter (Mávahlátur), der isländische Anwärter für die Oscarverleihung 2002.
Für das Fernsehen realisierte Ágúst unter anderem die sechsteilige Weihnachtsserie Nonni und Manni (1988/89) mit dem ZDF. Ágúst ist Präsident der 1928 gegründeten Vereinigung isländischer Künstler BÍL (Bandalag Íslenskra Listamanna).

## Filmografie
- 1975: Eine Kriegsgeschichte (Saga om stridinu)
- 1978: Klassenfahrt (Skolaferd)
- 1979: Kleine Schwellung (Little tufa)
- 1980: Land und Söhne (Land og synir)
- 1981: Die Gisli-Saga (Útlaginn)
- 1982: Alles klar (Með allt á hreinu)
- 1983: Daniel Bruuns Reise über den Kiel (Ferd daniel bruun yfir kjöl)
- 1983: Das goldene Tor (Gullna hulidid)
- 1984: Goldsand (Gullsandur)
- 1986: Liebe im Selbstbedienungsladen (Ast i kjörbud)
- 1988 bis 1989: Nonni und Manni (6 Folgen)
- 1990: Sea Dragon
- 1991: Áramótaskaup
- 1995: Áramótaskaup
- 1996: Áramótaskaup
- 1998: Herbergi 6
- 1998: Der Tanz (Dansinn)
- 2001: Möwengelächter (Mávahlátur)
- 2003: Áramótaskaup
- 2004: In Tune with the Time (Í takt við tímann)